# Kostel Saint-Honoré-d'Eylau (starý kostel)
Kostel Saint-Honoré-d'Eylau (tj. svatého Honoria z Eylau) je katolický farní kostel v 16. obvodu v Paříži na náměstí Place Victor-Hugo. Kostel provozuje náboženský řád Klášterní rodina Betlému, Nanebevzetí Panny Marie a svatého Bruna, který sídlí v ulici Rue Mesnil.

## Externí odkazy

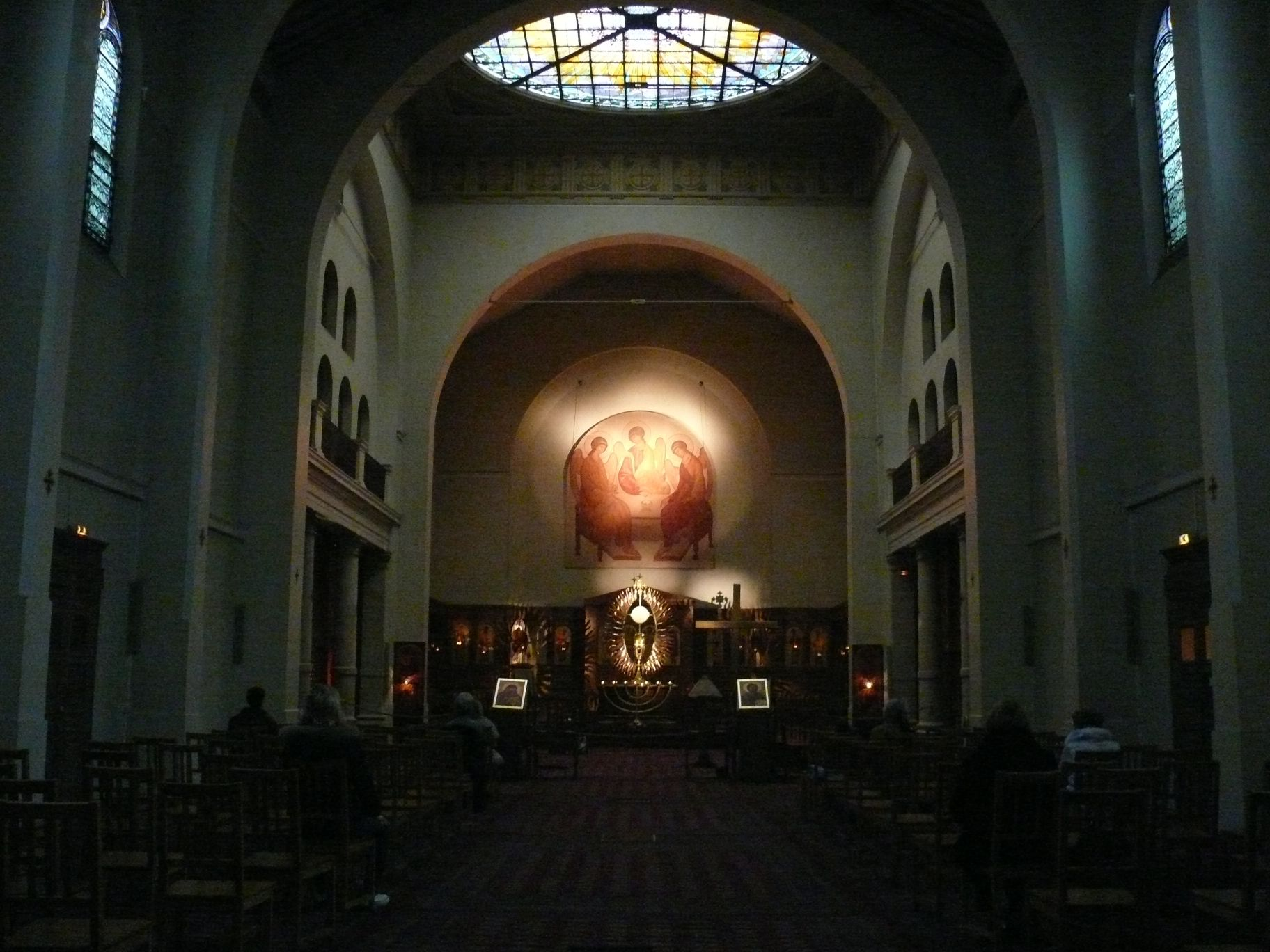
Pohled do lodi kostela